# Tite Kubo
久保 帯人
Œuvres principales
- Bleach

Taito Kubo (久保 帯人, Kubo Taito, plus connu en Occident sous la transcription irrégulière Tite Kubo), de son vrai nom Noriaki Kubo, né le 26 juin 1977 à Fuchū, est un mangaka japonais. Il est connu pour être l'auteur du manga Bleach.

## Biographie
À l'école primaire, il est intéressé par l'architecture, le design et le manga. Appréciant de nombreux artistes et séries de manga comme Gegege No Kitaro (Kitaro le repoussant) de Shigeru Mizuki et Saint Seiya (Les Chevaliers du zodiaque) de Masami Kurumada, il décide de devenir mangaka. Ces œuvres influenceront son travail et son univers constitués de Yokaï et autres traditions folkloriques et mythologiques.
En 1996, une de ses nouvelles Ultra Unholy Hearted Machine est publiée dans un numéro spécial du Weekly Shōnen Jump. Après la sortie de deux autres histoires courtes en 1997 et 1998, l'auteur sort sa première série, en 1999, Zombiepowder. La série est annulée en 2000, après 27 chapitres.
En août 2001, sa nouvelle série Bleach débute dans le même magazine pour se terminer en août 2016. Ce manga relate l'histoire d'un lycéen (Ichigo Kurosaki) qui devient un shinigami et combat des âmes devenues maléfiques appelées hollows. Étant fan de rock et tout particulièrement du groupe grunge Nirvana, Tite Kubo baptisa son second manga Bleach en référence à leur premier album. En 2005, le manga est récompensé par le prix Shōgakukan dans la catégorie Shōnen. En 2004, sort une adaptation animée de Bleach par le studio Pierrot. Elle est composée de 366 épisodes et s'étale sur 7 ans. Deux OAV et quatre longs métrages d'animation ont également été réalisé entre 2006 et 2010. Tite Kubo réalise la doublure de Kon (mascotte humoristique de la série) dans le premier OAV de la série animée.
En mars 2016, le chapitre 665 de Bleach qui devait être publié dans le Weekly Shônen Jump no 14 est reporté pour cause de maladie de l'auteur. La série prend fin en août 2016 avec 74 volumes et l'auteur termine la série comme il le souhaitait. Au Japon, le manga Bleach s'est écoulé à plus de 100 millions d'exemplaires entre 2001 et 2020. Une exposition Bleach EX s'est tenue entre le 18 décembre 2021 et le 16 janvier 2022. De plus, la suite et fin de la série d'animation, qui avait été arrêtée en 2012, est diffusée à partir d'octobre 2022.
Après la fin de Bleach, Tite Kubo prépare un one-shot pour les 50 ans du Weekly Shonen Jump. Le one-shot, Burn the Witch, paraît en juillet 2018. Le one-shot est continué avec la diffusion en 2020 d'un OAV et est toujours en prépublication dans le Weekly Shonen Jump. Bleach reprend finalement en août 2021 dans le Weekly Shonen Jump pour les 20 ans de l'œuvre avec un tout nouvel arc narratif intitulé Lamentation des mâchoires des enfers, qui est la suite directe de l'histoire.

## Influences
L'une des premières inspirations de Tite Kubo fut Shigeru Mizuki, l'auteur du manga Kitaro le repoussant.
Bleach est d'abord conçu d'un désir de Kubo de dessiner des "shinigami" en kimono, ce qui a formé la base pour le design des shinigami dans son manga, et de la conception du personnage Rukia Kuchiki.
Burn the Witch, elle, semble s'inspirer de l'univers déjà mis en place par l'auteur avec Bleach, mais transpose ce qu'il avait fait au Japon avec Londres, remplaçant les "hollows" par les "dragons" présents dans les contes de fée.

## Œuvres

### Séries
- Zombiepowder. (1999 - 2000, Weekly Shōnen Jump, Shūeisha. Traduit en français chez Tonkam).
- Bleach (2001 - 2016, Weekly Shōnen Jump, Shueisha, 74 tomes. Traduit en français chez Glénat depuis 2003).
- Burn the Witch (2020, Weekly Shōnen Jump, Shueisha.)

### Artbooks
- Bleach All Colour But The Black
- Bleach Official Bootleg
- Bleach 13 BLADEs.

### Autres
- Bleach Official Character Book voiture
- Bleach Official Anime Guide Book VIBEs
- Bleach Official Character Book 2 MASKED
- Bleach Official Character Book 3 UNMASKED

### One Shot
- Ultra Unholy Hearted Machine (1996, Weekly Shōnen Jump, Shueisha.)
- Rune Master Urara (1996, Weekly Shōnen Jump, Shueisha.)
- Bad Shield United (1997, Weekly Shōnen Jump, Shueisha.)
- Burn The Witch (2018, Weekly Shōnen Jump, Shūeisha.)

### Jeux vidéo
- Sakura Wars (2019) – character designs

## Récompense
En 2005, Tite Kubo remporte le prix Shōgakukan dans la catégorie Shōnen pour Bleach.